# La source
"La Source" (tradução portuguesa: "A fonte") foi a canção que representou a França no Festival Eurovisão da Canção 1968 que se realizou em Londres. Foi interpretada em francês por Isabelle Aubret. Na noite do festival, foi a décima canção a ser interpretada, depois da canção finlandesa "Kun kello käy" cantada por Kristina Hautala e antes da canção italiana "Marianne cantada por Sergio Endrigo. Terminou a competição num honroso terceiro lugar, tendo recebido um total de 20 pontos. Informações sobre a canção.
No ano seguinte, a França fez-se representar com o tema "Un jour, un enfant" interpretado por Frida Boccara.

## Autores
A canção tinha letra de Henri Dijan e Guy Bonnet, música de Daniel Fare e foi orquestrada por Alain Goraguer. Informações sobre a canção.

## Letra
A letra da canção fala-nos de uma rapariga de uma rapariga (identificada como uma fonte) loura que passeava por uma floresta e que é abordada por três homens que a tentam violar. "Elle ne savait pas defendre" ("Ela não se sabia defender"). O tema do violação/estupro era um tema pouco comum na época e Aubret descreve aquele evento com algum detalhe. letra da canção.

## Versões
Aubret gravou esta canção  em alemão intitulada "Such' mich dort, wo die Sonne scheint".Informações sobre a canção.